# Capelleta de camí (Mataró)
La Capelleta de camí és una obra de Mataró (Maresme) inclosa a l'Inventari del Patrimoni Arquitectònic de Catalunya.

## Descripció
Capelleta situada al costat dret de la carretera de Mataró a Argentona, aproximadament a 1 km de Mataró. Probablement la construcció i asfaltat de l'antic camí aïllà la capelleta en quedar en un nivell més baix que el traçat actual. Es troba a la vora d'un camp de conreu i el seu estat és d'abandó. Malgrat tot, es conserven bé els seus murs i la volta semicircular. La construcció deu ser del segle xix i per la forma en que es resol la volta, l'estil, a més de popular és clàssic, com altres esglésies o temples de devoció popular.
Aquestes capelletes servien als vianants per a fer un recés en el camí, pregar o aixoplugar-se. La seva ubicació coincideix amb el límit del terme municipal de Mataró amb Argentona.